# Ptuj (stacja kolejowa)
Ptuj – stacja kolejowa w Ptuju, w Słowenii. Znajduje się na linii Pragersko - Središče. Jest obsługiwana przez Slovenske železnice.
| Ptuj                       |  |           |
| Linia Pragersko - Središče |  |           |
| Hajdina                    |  | Moškanjci |